# Riksväg 19

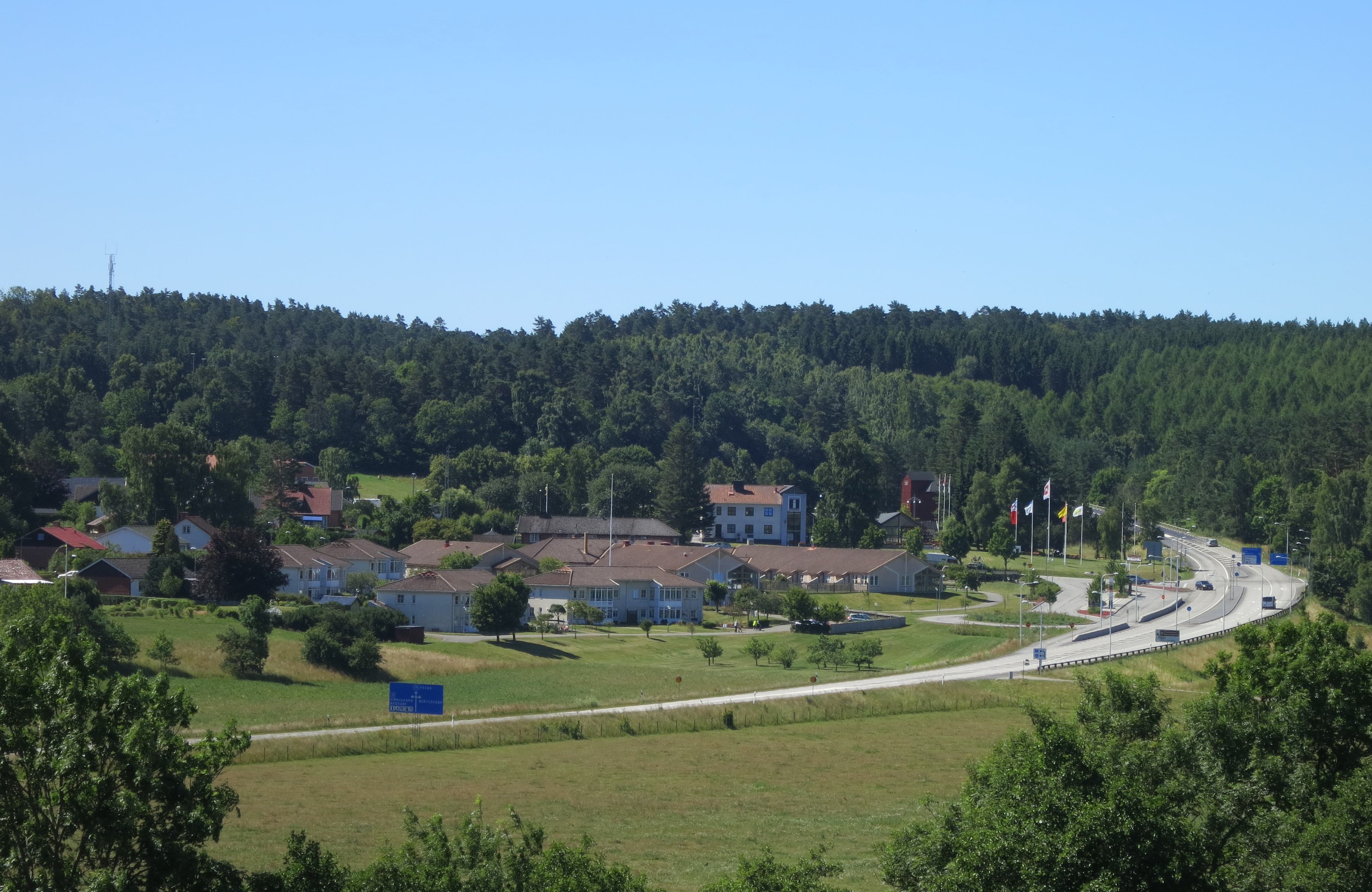
Riksväg 19 vid Brösarp.

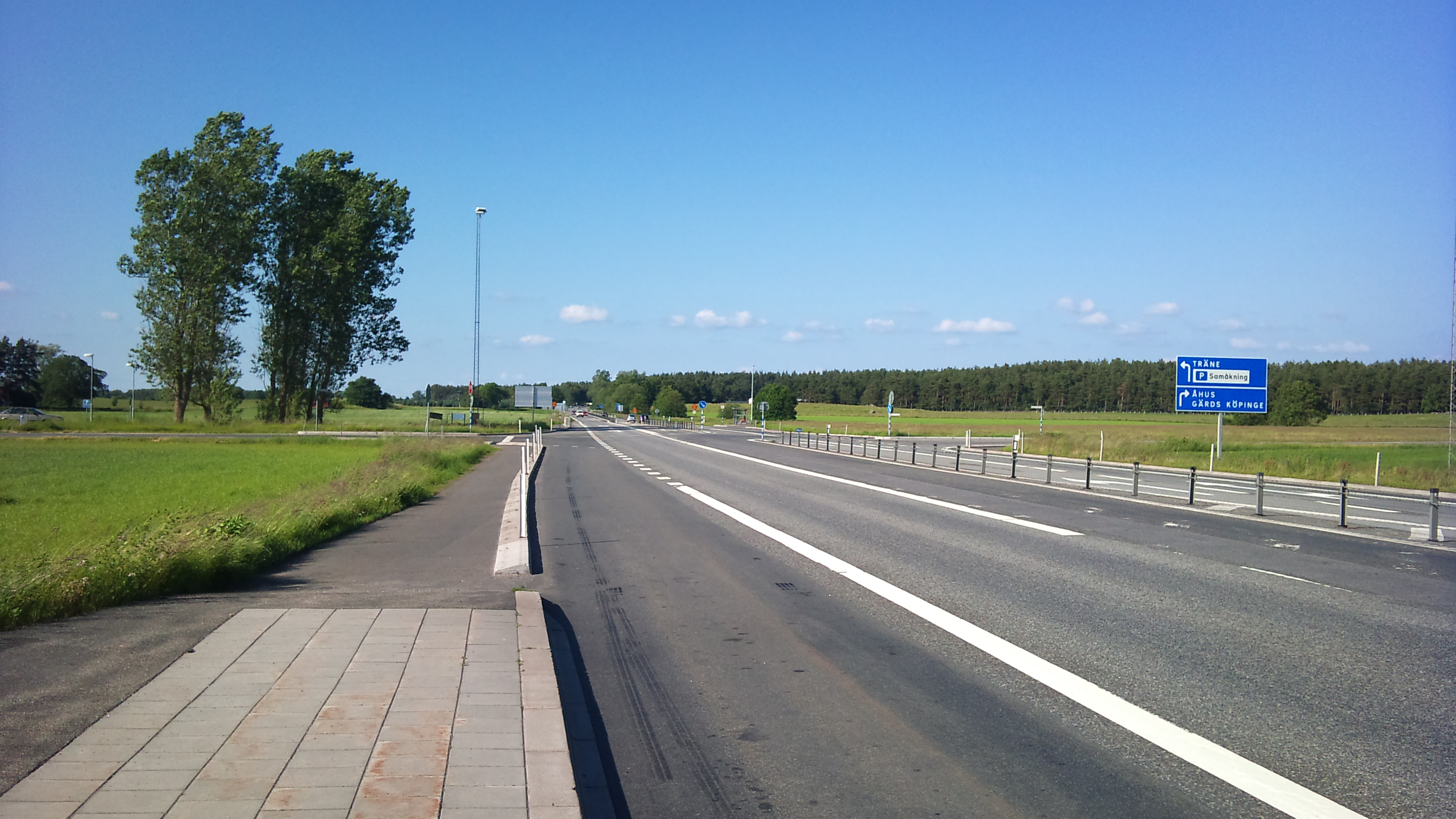
Riksväg 19 tillsammans med E22 vid Tings Nöbbelöv.

Riksväg 19 är en riksväg i Skåne län i Sverige som går mellan Ystad och Östanå via Tomelilla, Brösarp, Kristianstad och Broby. Vägen är cirka 90 kilometer lång och asfalterad. Riksväg 19 ansluter till riksväg 23 (mellan Växjö och Malmö) vid trafikplats Östanå söder om Osby.

## Standard och planer
Riksväg 19 är vanlig landsväg hela sträckan utom cirka fyra kilometer motorväg gemensamt med Europaväg 22 nära Kristianstad. Vägen har normalt ganska smala vägrenar och går rakt genom flera tätorter, Degeberga, Hanaskog och Knislinge. Ombyggnadsplaner finns för ny bättre mötesfri väg på ett ställe, förbifart Stora Herrestad nära Ystad. 2–3 kilometer, påbörjas troligen 2014.

## Historia
Vägen hette tidigare från 1962 riksväg 14, och från runt 1970 riksväg 20. Den blev 1992 omnumrerad till 19. Omnumreringarna skedde för att inte dela nummer med nya E14 (numera E65), respektive E20 då reglerna förhindrar att nummer på riksvägar har samma nummer som europavägar i Sverige. Före 1962 hette vägen länshuvudväg 40 Ystad-Kristianstad och länshuvudväg 73 Kristianstad-Osby.
Åren 1962-1985 fanns en riksväg 19 Klippan-Eslöv-Gårdstånga som 1985 bytte nummer till riksväg 13.
Vägen är huvudsakligen i samma sträckning som på 1940-talet , och sannolikt sedan mycket längre tillbaka. Den finns milstenar på många delsträckor, och oftast inte någon äldre parallellväg, utan hus och gårdar har oftast väg direkt till riksvägen. Det finns korta sträckor nyare väg vid Tryde, Everöd, Skåne-Tranås, Eljaröd och Maglehem, troligen från 50/60-talen. Motorvägen vid Vä är från 1990-talet, byggdes dock som bred landsväg på 1970-talet. Sträckan Kristianstad-Broby är i princip i samma sträckning som sedan många år tillbaka, rakt genom flera tätorter. Vägen förbi Broby och Östanå är dock från 60-talet. Väg 19 slutade före mitten på 90-talet vid Osby, men då anslöts riksväg 23 till väg 19 längre söderut vid Östanå. Att vägen går i samma sträckning som 1700-talet innebär givetvis att den ändå breddats jämfört med då.

## Orter och korsningar
|                        | Nr | Namn                              | Skyltning                                   |
| ---------------------- | -- | --------------------------------- | ------------------------------------------- |
| Landsväg Ystad-Vä      |    |                                   |                                             |
|                        |    | Ystad                             |                                             |
|                        |    | Ystad                             | E 65 Malmö, Polen; 9 Trelleborg, Simrishamn |
|                        |    | Tomelilla                         | 11 Malmö, Simrishamn                        |
|                        |    | Brösarp                           | 9 Simrishamn                                |
|                        |    |                                   | Maglehem                                    |
|                        |    |                                   | 118 Åhus, Yngsjö                            |
|                        |    | Degeberga                         |                                             |
|                        |    |                                   | Kristianstad Airport                        |
|                        |    | Nöbbelöv                          | E 22 Malmö                                  |
|                        | 35 | (Trafikplats Nöbbelöv) (planerad) | '                                           |
| Motorväg Vä-Härlöv     |    |                                   |                                             |
|                        | 36 | Trafikplats Vä Norra              | Vä                                          |
|                        | 37 | Trafikplats Härlöv                | E 22 Kalmar; 21 Helsingborg                 |
| Landsväg Härlöv-Östanå |    |                                   |                                             |
|                        |    | Kristianstad                      | Kristianstad (väg 19 svänger)               |
|                        |    |                                   | Hästveda-Karpalunds Järnväg                 |
|                        |    | Färlöv                            |                                             |
|                        |    | Bjärlöv                           | 118 Åhus, Kristianstad; Bjärlöv             |
|                        |    |                                   | Övarp, Bjärlöv                              |
|                        |    |                                   | Hästveda-Karpalunds Järnväg                 |
|                        |    |                                   | Ballingstorp                                |
|                        |    | Bössebacken                       |                                             |
|                        |    | Hanaskog                          | Gumlösa                                     |
|                        |    |                                   | Helge å                                     |
|                        |    |                                   | Hässleholm, Näsum, Sibbhult, Knislinge C    |
|                        |    | Knislinge                         | Hässleholm, Näsum, Hjärsås                  |
|                        |    |                                   | Gryt                                        |
|                        |    | Anilla                            |                                             |
|                        |    | Nöbbelöv                          | Glimåkra, Broby S                           |
|                        |    | Broby                             | 119 Hässleholm, Tingsryd, Broby             |
|                        |    |                                   | Tydinge, Broby N                            |
|                        |    |                                   | Hästveda, Njura                             |
|                        |    | Trafikplats Östanå                | 23 Malmö, Hässleholm, 23 Växjö, Älmhult     |